# Kaki Arkarazo
Iñaki «Kaki» Arkarazo (Lazkao, 1961) és un músic, instrumentista i productor musical basc.
Ha estat membre dels grups M-ak, Kortatu, Negu Gorriak i Nación Reixa, en els quals tocava la guitarra i exercia de productor. A més, ha produït artistes com Fermin Muguruza, Dixebra, Amparanoia, Betagarri, Banda Bassotti, Atom Rhumba, Habeas Corpus, Soziedad Alkoholika, Sagarroi, Skalariak, Berri Txarrak, Kaotiko, Kuraia, Miqui Puig, Inadaptats, Su Ta Gar, Obrint Pas, Ràbia Positiva, Porretas, Celtas Cortos, Barricada i Manu Chao.
Actualment treballa com a productor al seu propi estudi de gravació, els Garate Studios, situats a la localitat d'Andoain i fundats l'any 2000. A part del seu treball a l'estudi, Arkarazo acompanya bandes com Betagarri, Atom Rhumba i Banda Bassotti en les seves gires en qualitat de tècnic de so.

## Trajectòria

### Els anys 1980: M-akmeetsKortatu
Arkarazo neix i creix a Lazkao. Als 15 anys obté el títol de professor d'èuscar, gràcies al qual comença a fer classes a l'ajuntament de Bilbao. Estudia sociologia, però acaba abandonant la carrera.
A causa d'això es trasllada primer a Hondarribia, on munta un estudi de gravació casolà, i després a Sant Sebastià, per a treballar a la ràdio. Era l'any 1982. Comença a tocar i fer amistat amb músics de l'escena local i exerceix de tècnic de so als Estudios IZ, on es gravaran posteriorment moltíssims discos del nou rock basc durant els 1980.
Coneix a Xabier Montoia, que tocava en un grup anomenat Hertzainak. Montoia acaba abandonant el seu projecte i s'uneix al costat d'Arkarazo als germans Fernan i Mikel Irazoki per a formar el grup M-ak. Publiquen cinc àlbums (M-ak, 1983; Emeak, eta Arrak, 1986; Zuloa, 1987; Barkatu Ama, 1989 i Gor, 1990). M-ak no va ser un grup de masses, però durant els 1990 van ser reivindicats pels nous grups bascos i avui és una banda de culte en els cercles del rock basc.
El 1987, Arkarazo publica el seu únic disc en solitari, Matxinadak (IZ, 1987). Aquell mateix any rep la proposta de Fermin i Iñigo Muguruza per produir el que serà el tercer disc de Kortatu, Kolpez Kolpe (Oihuka, 1988) als estudis IZ. Els germans Muguruza, que eren grans fans de M-ak, inclouen una versió d'«Ehun Ginen» de M-ak al disc. Per a la versió els acompanya Mikel Laboa a la veu. Els Muguruza i Arkarazo enceten una profunda amistat, la qual cosa fa que aquest s'incorpori a Kortatu com a segon guitarrista, realitzant conjuntament les últimes gires, que culminen amb l'enregistrament del doble LP en directe Azken Guda Dantza (Nola!, 1988). Durant la gira els acompanyen M-ak com a teloners.
Els germans Muguruza decideixen dissoldre Kortatu, però ideen amb Arkarazo muntar algun projecte en un futur proper: Negu Gorriak està a punt de néixer.

### Els anys 1990: Negu Gorriak i Nación Reixa

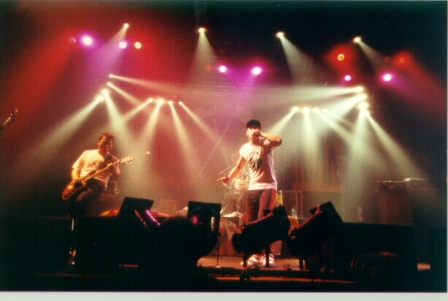
Arkarazo (equerra) amb Negu Gorriak a Bilbo el 1991

Amb Kortatu ja dissolt, Arkarazo es concentra en l'enregistrament dels dos últims discos de M-ak. Durant aquests dos anys, es reuneix amb els germans Muguruza a casa seua, on tenia un petit estudi. Allí, preparen una maqueta completament autoproduïda i comencen a distribuir-la. Fermin s'ocupa dels textos, mentre que Iñigo i Kaki s'ocupen de musicar-los i de gravar els diferents samplers que utilitzen, explorant la fusió del rock amb nous sons, com el rap (els tres són fans de Public Enemy) i la música negra en general com el soul i el funk, a més del hardcore i els ritmes llatins.
El 1991, el trio inicial es configura definitivament com a quintet amb la incorporació de Mikel Abrego «Bap!!» a la bateria. A més, funden la seva pròpia companyia discogràfica: Esan Ozenki. A més d'editar els seus propis discos, decideixen produir altres grups bascos que cantin en èuscar. Posteriorment crearien el segell Gora Herriak per a grups que cantessin en altres llengües. Publiquen el disc Gure Jarrera, que és unànimement lloat per la crítica musical i inicien una gira internacional anomenada Power to the People Tour 91.

## Discografia com a músic

### Discos en solitari
- Matxinadak (IZ, 1987)

### M-ak
- M-ak (IZ, 1983)
- Emeak, eta Arrak (Nuevos Medios, 1986)
- Zuloa (IZ, 1987)
- Barkatu Ama (IZ, 1989)
- Gor (Zarata, 1990)

### Kortatu
- Azken Guda Dantza (Nola!, 1988)

### Negu Gorriak
- Negu Gorriak (Oihuka, 1990)
- Gure Jarrera (Esan Ozenki, 1991)
- Herrera de la Mancha. 90-12-29 (Esan Ozenki, 1991)
- Gora Herria (Esan Ozenki, 1991)
- Tour 91+1 (Esan Ozenki,, 1992)
- Borreroak Baditu Milaka Aurpegi (Esan Ozenki, 1993)[5]
- Negu Gorriak Telebista (Esan Ozenki, 1994)
- Hipokrisiari Stop! Bilbo 93-X-30 (Esan Ozenki, 1994)
- Ideia Zabaldu (Esan Ozenki, 1995).
- Ustelkeria (Esan Ozenki, 1996)
- Salam, Agur (Esan Ozenki, 1996)
- 1990 - 2001 (Metak, 2005)

### Nación Reixa
- Alivio Rápido (DRO, 1994)
- Safari Mental (Esan Ozenki-Gora Herriak, 1997)[6]

### Antón Reixa
- Escarnio (El Europeo/Esan Ozenki-Gora Herriak, 1999)